# Wołek (Rudawy Janowickie)
Wołek (niem. Ochsenkopf, 878 m n.p.m.) – szczyt w Rudawach Janowickich, położony między Miedzianymi Skałami na północnym zachodzie a Dziczą Górą na południu. Na szczycie znajduje się krzyż dziękczynny poświęcony Janowi Pawłowi II.

## Położenie
Wołek znajduje się w północnej części głównego grzbietu Rudaw Janowickich. Na południu (SSW) łączy się z Dziczą Górą. Na północy, w masywie Wołka znajduje się niewielka kulminacja Małego Wołka, za którą grzbiet rozgałęzia się. Ku północnemu zachodowi odchodzi Zamkowy Grzbiet z Miedzianymi Skałami i zamkiem Bolczów, ku północy Hutniczy Grzbiet z kulminacją Piaskowej oraz grzbiet bez nazwy zakończony Miedzianą Górą.

## Budowa geologiczna
Masyw Wołka położony jest w obrębie bloku karkonosko-izerskiego, w strefie kontaktu granitowego masywu karkonoskiego i jego wschodniej osłony. Zachodnia część zbudowana jest z granitu karkonoskiego, przeważnie odmiany granofirowej, z żyłami aplitów. Skały magmowe powstały w karbonie. Wschodnią część masywu tworzą skały metamorficzne powstałe w starszym paleozoiku – łupki serycytowe, serycytowo-kwarcowe, skaleniowo-kwarcowe, łupki grafitowe, fyllity. Na samym szczycie występują skały najmłodsze, powstałe w wyniku przeobrażenia starszych skał przez intrudujący granit – hornfelsy.

## Roślinność
Szczyt i zbocza porastają lasy świerkowe oraz mieszane (świerkowo-bukowe). Na południowym zboczu są polany, niżej młodniki. Na północnym zboczu rosną zarośla kosodrzewiny zasadzonej tu w XIX w.

## Ochrona przyrody
Wzniesienie położone jest na obszarze Rudawskiego Parku Krajobrazowego.

## Turystyka
Przez szczyt przebiega  żółty szlak turystyczny z Janowic Wielkich oraz  niebieski ze Szwajcarki.  Ze szczytu przez niewielką przecinkę w lesie otwiera się widok ukazujący panoramę Karkonoszy.